# STS-116
La missió STS-116 es va realitzar al mes de desembre de 2006. La missió STS-116 va portar el tercer segment de l'Estació Espacial Internacional (ISS), el segment P5.

## Tripulació
La tripulació del STS-116 fou:
- Mark Polansky (2) - Comandant
- William Oefelein (1) - Pilot
- Robert Curbeam (1) - Especialista de missió
- Joan Higginbotham (1) - Especialista de missió
- Nicholas Patrick (1) - Especialista de missió
- Christer Fuglesang (1) - Especialista de missió ESA, suec.

 Entre parèntesis, el nombre de missions de l'astronauta, inclosa la STS-116
Formant part de l'Expedició 14:
- Sunnita Williams (1) - Enginyer de vol

Tornant de l'Expedició 13 :
- Thomas Reiter (2) - Enginyer de vol - ESA, alemany.

 Entre parèntesis, el nombre de missions de l'astronauta, inclosa la STS-116

## El més destacat de la missió

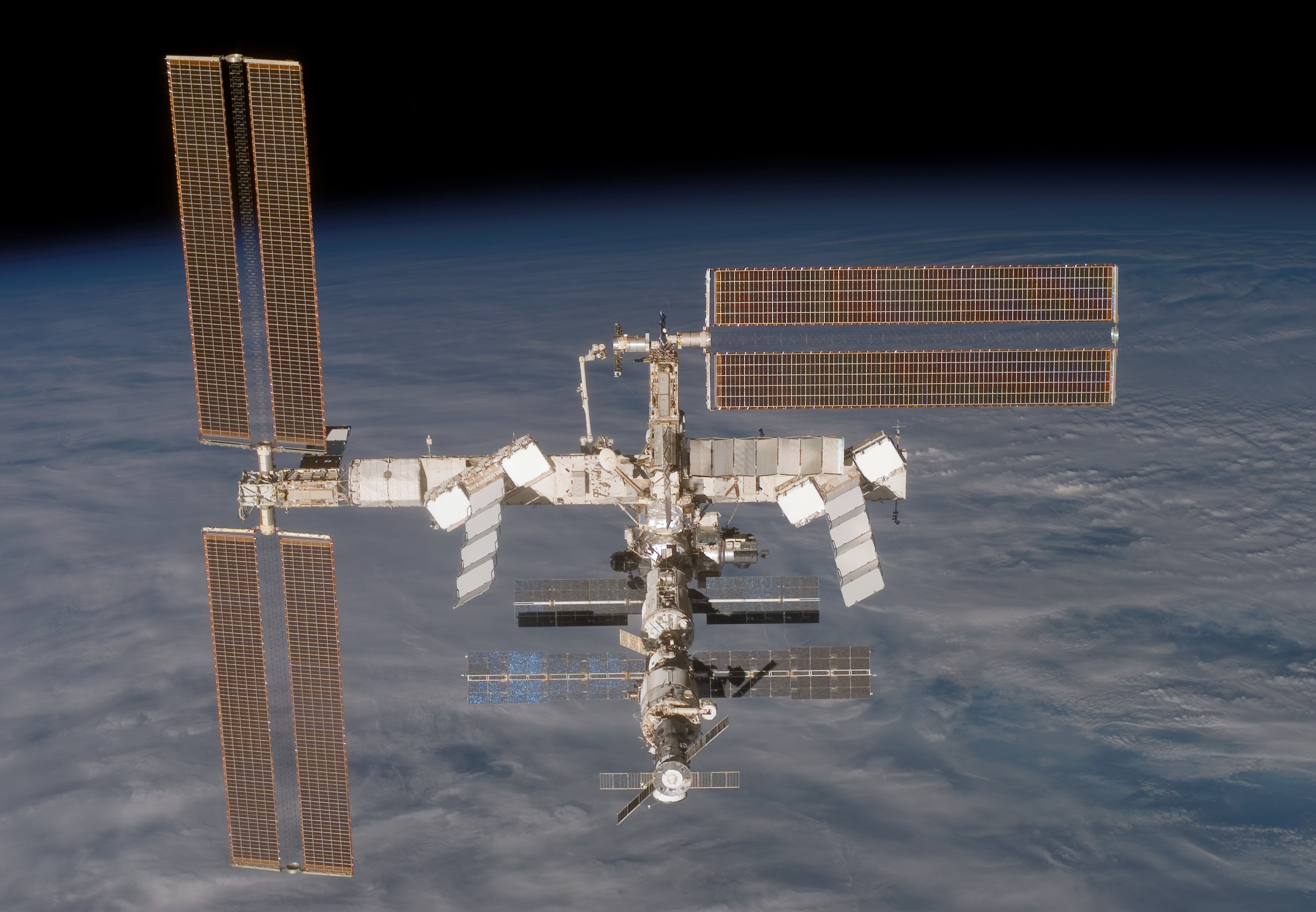
L'ISS després de la visita del STS-116.

- La STS-116 va lliurar i va assegurar el tercer segment de l'ISS, el segment P5.
- La STS-116 va portar a l'Expedició 14 de l'estació, a Sunnita Williams i va portar a casa l'astronauta de l'Expedició 13 Thomas Reiter de l'Agència Espacial Europea ESA (llançat a la STS-121.

## Càrrega de la missió
La càrrega primària per a la missió STS-116 és el segment metàl·lic d'acoblament de dues tones, denominat P5, que mesura 3.3 metres de llarg, 4.4 metres d'ample i 3.2 metres d'altura de l'Estació Espacial Internacional. El transbordador també portarà un mòdul Spacehab per provuïr l'estació, també quatre satèl·lits seran desplegats durant la missió. Aquests seran el demostrador de tecnologia ANDE per a la Força Naval dels Estats Units, i tres CubeSat (RAFT1 i MarsCOM per USNA, i Mepsi-2 pel DARPA.) 

## Antecedents de la missió
La STS-116 va ser planejada (després de la tornada al vol) per volar el 14 de desembre de 2006. Al setembre, la NASA va anunciar que avançarà la data de llançament per al 7 desembre per donar-los temps als treballadors per a les festes. La nova, primerenca data de llançament requereix un llançament nocturn. Subsequencialmente l'accident del Columbia, la NASA va imposar la regla que els llançaments anessin en llum diürna, perquè les càmeres poguessin vigilar per si es desprengués un objecte. Amb el rediseñamiento del tanc extern tenen minimitzades les possibilitats que un objecte es desprengués, i amb la possibilitat d'inspeccionar el transbordador a l'espai, la regla dels llançaments en llum diürna no és tan necessària. De fet, no hi ha prou finestres de llançament per a les pròximes missions en llum diürna per completar l'estació espacial en el 2010, així que els llançaments nocturns són inevitables.

## Paràmetres de la Missió
- Massa:
  -  El trasborador al despegar: 121.483 kg
  -  El trasborador a l'aterrar :102.000 kg
  - Càrrega: 12.477 kg
- Perigeu: 157.4 km
- Apogeu: 226.6 km
- Inclinació: 51,6°
- Període: 91,6 min

## Informació sobre els vols de contingència

### STS-301
Aquesta missió és designada en el cas que el Transbordador espacial Atlantis no pugui tornar a la Terra durant la missió STS-115. Hi hauria una versió modificada de la missió STS-116, la qual hauria d'avançar la data de llançament. Si cal, el llançament no seria abans de l'11 de novembre del 2006. La tripulació seria de 4 persones :
- Mark Polansky - Comandant i operador primari del Canadarm.
- William Oefelein - Pilot i operador secundari del Canadarm.
- Robert Curbeam - Especialista de missió 1, extravehicular 1.
- Nicholas Patrick - Especialista de missió 2, extravehicular 2.

### STS-317
Si és que el transbordador Discovery sofrís irreparables danys en òrbita, i que la tripulació s'hagués de refugiar a l'estació espacial i esperar un vol de contingència. La missió STS-317 s'assignaria per al Transbordador Espacial Atlantis. La tripulació per a aquesta missió de rescat serien només 4 de les 7 persones de la tripulació.